# Rico Freiermuth
Rico Freiermuth (Liestal, 1 de enero de 1958) es un deportista suizo que compitió en bobsleigh en la modalidad cuádruple.
Participó en los Juegos Olímpicos de Sarajevo 1984, obteniendo una medalla de bronce en la prueba cuádruple (junto con Silvio Giobellina, Heinz Stettler y Urs Salzmann).
Ganó dos medallas en el Campeonato Mundial de Bobsleigh, oro en 1982 y bronce en 1985, y tres medallas en el Campeonato Europeo de Bobsleigh entre los años 1983 y 1985.

## Palmarés internacional
| Juegos Olímpicos   | Juegos Olímpicos      | Juegos Olímpicos  | Juegos Olímpicos |
| Año                | Lugar                 | Medalla           | Prueba           |
| ------------------ | --------------------- | ----------------- | ---------------- |
| 1984               | Sarajevo (Yugoslavia) | Medalla de bronce | Cuádruple        |
| Campeonato Mundial |                       |                   |                  |
| Año                | Lugar                 | Medalla           | Prueba           |
| 1982               | Sankt Moritz (Suiza)  | Medalla de oro    | Cuádruple        |
| 1985               | Cervinia (Italia)     | Medalla de bronce | Cuádruple        |
| Campeonato Europeo |                       |                   |                  |
| Año                | Lugar                 | Medalla           | Prueba           |
| 1983               | Sarajevo (Yugoslavia) | Medalla de bronce | Cuádruple        |
| 1984               | Igls (Austria)        | Medalla de oro    | Cuádruple        |
| 1985               | Sankt Moritz (Suiza)  | Medalla de oro    | Cuádruple        |